# Esterilla aislante

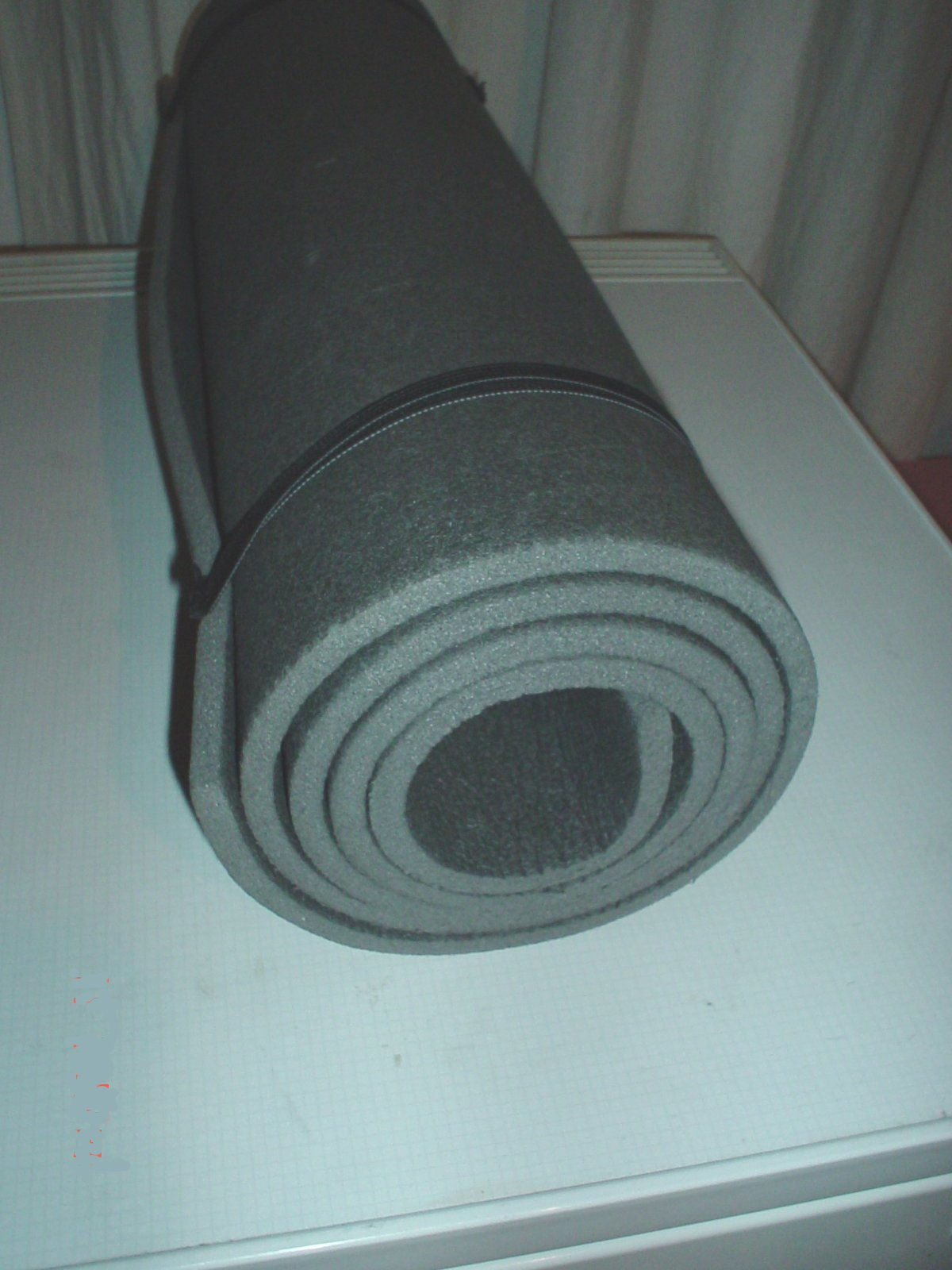
Todas las esterillas son enrollables y se adhieren a la mochila de forma horizontal.

Se denomina esterilla aislante o simplemente esterilla, o en Argentina colchoneta, a un fino colchón de material aislante sintético que se utiliza como base para el cuerpo o para el saco de dormir.

## Uso
Se suele utilizar para el camping o para el más elemental vivac y sirve para aislar del frío y la humedad. Se sitúa entre el suelo y el saco de dormir o bien para actividades al aire libre como la práctica del yoga en la naturaleza.
La capa de aluminio debe utilizarse boca abajo para aislar la humedad, mientras la espuma retiene el calor del cuerpo por su alta porosidad.

## Ventajas
Las esterillas suelen fabricarse a partir de EVA (Etileno Vinil Acetato), un copolímero termoplástico con buenas prestaciones en términos de aislamiento, flexibilidad y peso. La materia sintética de la que está compuesto se puede quebrar si se enrolla en la dirección contraria a la habitual. Por el contrario, son ligeros y resistentes a los golpes. Las buenas esterillas en su parte inferior (la que da al suelo) tienen como superficie un film o película plateada reflectante de aluminio o material semejante (por ejemplo Lúrex) que sirve para reforzar la aislación térmica respecto al suelo.

## Inconvenientes
Las esterillas suelen estar constituidas de materiales sintéticos que pueden emitir olores cuando son nuevos o cuando se almacenan durante tiempo prolongado en un sitio caliente, por ejemplo una tienda de campaña.
No son tan confortables como los colchones hinchables debido a su reducido espesor, de entre 5 y 10 mm.